# Karla Linke
Karla Linke (Dresda, 29 giugno 1960) è un'ex nuotatrice tedesca orientale.

## Carriera
Specializzata nella rana, si è laureata campionessa europea sulla distanza dei 200m ai campionati di Vienna 1974.

## Palmarès
- Mondiali

Cali 1975: argento nei 400m misti e bronzo nei 200m rana.
- Europei

Vienna 1974: oro nei 200m rana.